# Hunedoara
Hunedoara (maďarsky Vajdahunyad, německy Eisenmarkt) je město ležící v západním Rumunsku v župě Hunedoara. Ve městě žije přibližně 50 tisíc obyvatel. Nejpočetnejší minoritou jsou Maďaři, kteří tvoří 4,63 % obyvatel města. První zmínka o městě pochází z roku 1265.
Administrativní součástí města jsou i vesnice Boș, Groș, Hășdat, Peștișu Mare a Răcăștia.

## Historie
Město se poprvé zmiňuje k roku 1265 a ve středověku bylo sídlem mocného rodu Hunyadi. Vojevůdce János Hunyadi (1456) a jeho synové, chorvatský bán Ladislav Hunyadi (1433–1457) a král Matyáš Korvín (1443–1490), sídlili na zdejším hradě. 
V roce 1534, kdy bylo Uherské království dobyto osmanskými Turky, byl hrad obléhán během povstání Imreho Czibaka, biskupa z Oradey a o dva roky později Jan Zápolský daroval hrad spolu s dalším majetkem Bálintovi Töröku, čímž se stal nejbohatším šlechticem Uherska.
V 19. století zde vznikl velký hutní závod, v současnosti z velké části zrušený.

## Pamětihodnosti
Hrad Hunedoara je dobře zachovaný pozdně gotický hrad na vápencové skále nad městem. Byl založen Janem Hunyadim roku 1407 a rozšiřován během 15. a 16. století. Romantický hrad je často používán jako kulisa při natáčení historických filmů.

### Galerie

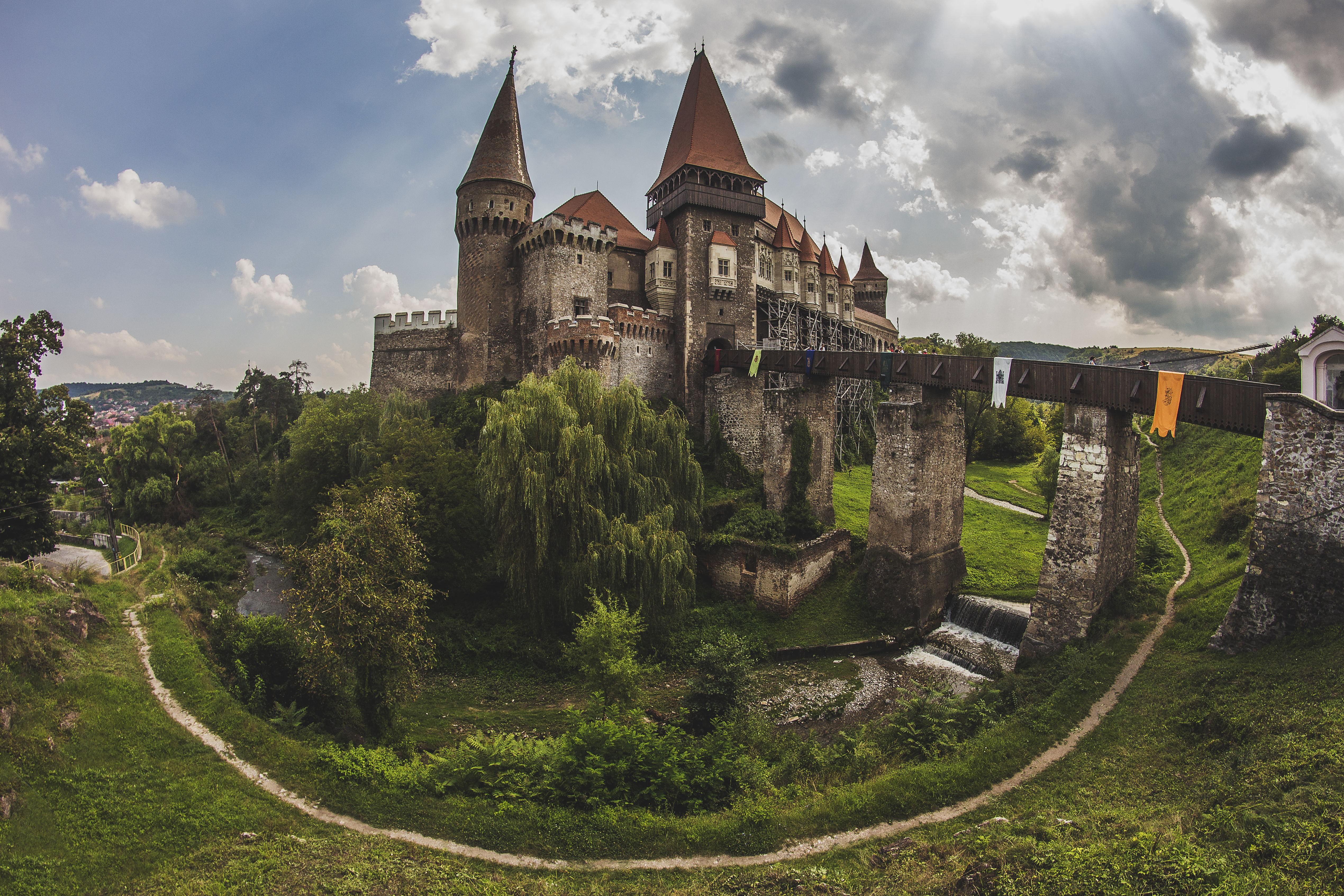
Hrad Hunedoara
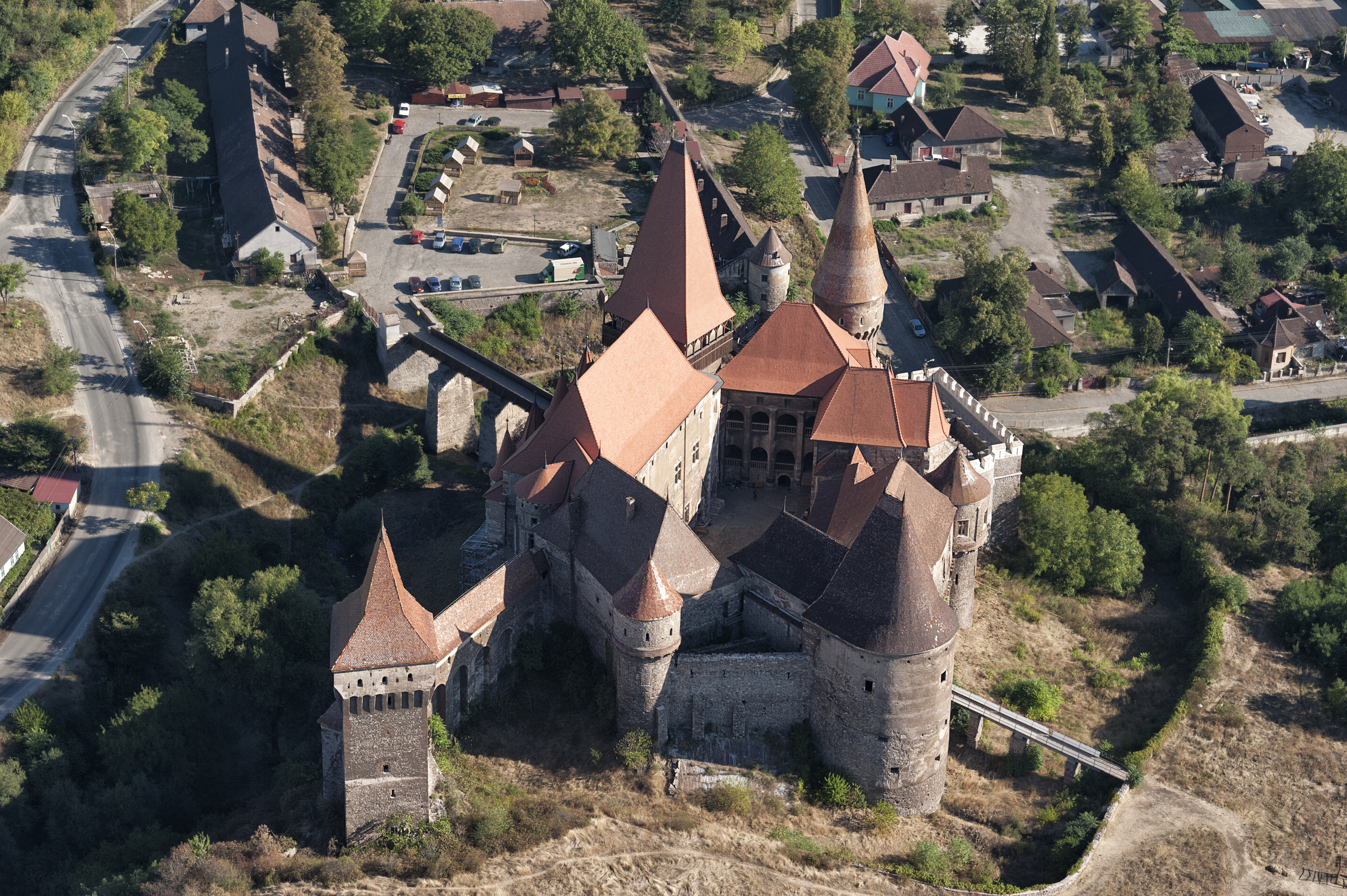
Letecký pohled
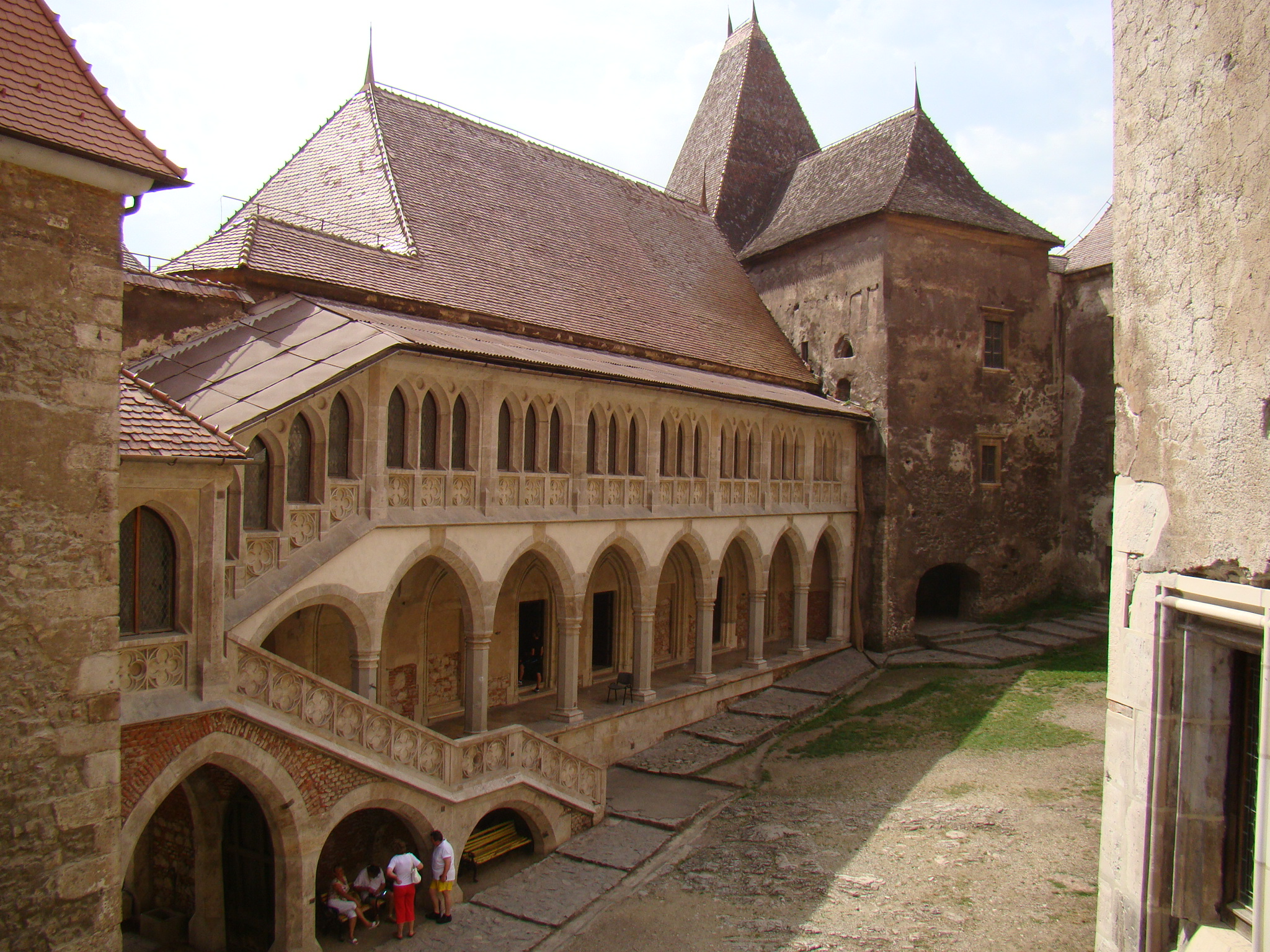
Vnitřní dvůr a palác
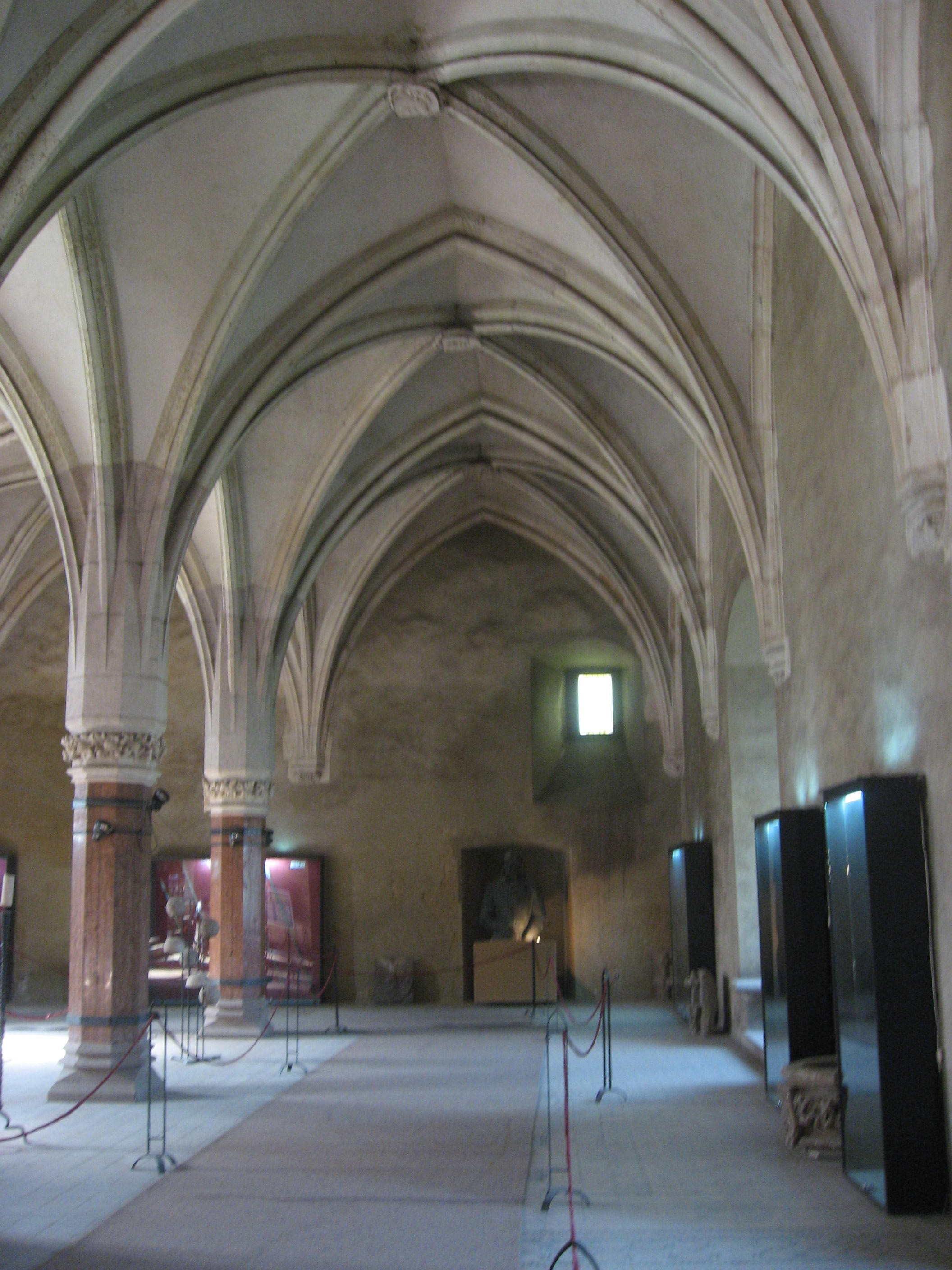
Rytířská síň